# Jane’s Intelligence Review
Jane’s Intelligence Review (JIR) ist ein monatlich erscheinendes Magazin und beinhaltet OSINT-bezogene Fachinformationen aus den Bereichen Verteidigung, internationale Sicherheitspolitik, Organisierte Kriminalität und Proliferation. Es wird von Jane’s Information Group (Jane’s) veröffentlicht und richtet sich an Funktionsträger in den Bereichen Militär, Sicherheit und entsprechenden Nichtregierungsorganisationen, bei denen es vor allem als Referenzquelle einen hohen Stellenwert genießt. Die erste Ausgabe erschien im Januar 1989 unter dem Titel Jane’s Soviet Intelligence Review. Angesichts des Zusammenbruchs der Sowjetunion wurde das Magazin 1991 in seinen heutigen Namen umbenannt.
Chefredakteure
- Paul Beaver: Pilot Ausgabe, 1988
- Henry Dodds: 1989–1992
- Robert Hall
- Peter Felstead
- Christopher Aaron
- Paul Burton
- Christian Le Mière: 2006–2010
- Anna Gilmour: 2010–2012
- Matthew Clements: 2012–